# Sidney Herbert (16e comte de Pembroke)
Pour les articles homonymes, voir Sidney Herbert et Herbert.
Sidney Herbert, 16e comte de Pembroke, 13e comte de Montgomery (9 janvier 1906 - 16 mars 1969)  est un pair britannique.

## Biographie
Herbert est le fils de Reginald Herbert (15e comte de Pembroke) et de Beatrice Eleanor Paget (des marquis d'Anglesey). Son ancêtre, le 11e comte de Pembroke, épouse la comtesse Catherine Semyonovna Vorontsov, fille d'une importante famille aristocratique russe.
Il fait ses études au Collège d'Eton et au Pembroke College, à Oxford. Il sert pendant la Seconde Guerre mondiale dans la Royal Artillery. Il est contrôleur et secrétaire privé de la duchesse de Kent, 1942-1948, ainsi qu'écuyer du duc de Kent. Il est administrateur de la National Gallery, 1942–1949 et 1953–1960; Administrateur de la National Portrait Gallery, 1944–1958; Membre de la Commission des manuscrits historiques, 1941–1958. Président du Trust des églises historiques. Juge de paix, 1954. Lord Lieutenant du Wiltshire, 1954-1969, et conseiller du Wiltshire County Council, 1954-1967 .

## Marriage
Le 27 juillet 1936, il épouse Lady Mary Dorothea Hope, fille de John Hope, 1er marquis de Linlithgow et de la marquise de Linlithgow. Le couple a deux enfants.

## Enfants
1. Lady Diana Mary Herbert (19 avril 1937 - 24 novembre 2008)
2. Henry Herbert (17e comte de Pembroke) (19 mai 1939 - 7 octobre 2003).